# Convento di Sant'Antonio Abate (Roma)
Il convento di sant'Antonio Abate dei Maroniti è convento di Roma che si trova a piazza di San Pietro in Vincoli, nel rione Monti. Nel convento è situata la sede della Chiesa maronita nella capitale italiana. Il convento ospita una cappella dedicata a sant'Antonio abate.

## Storia

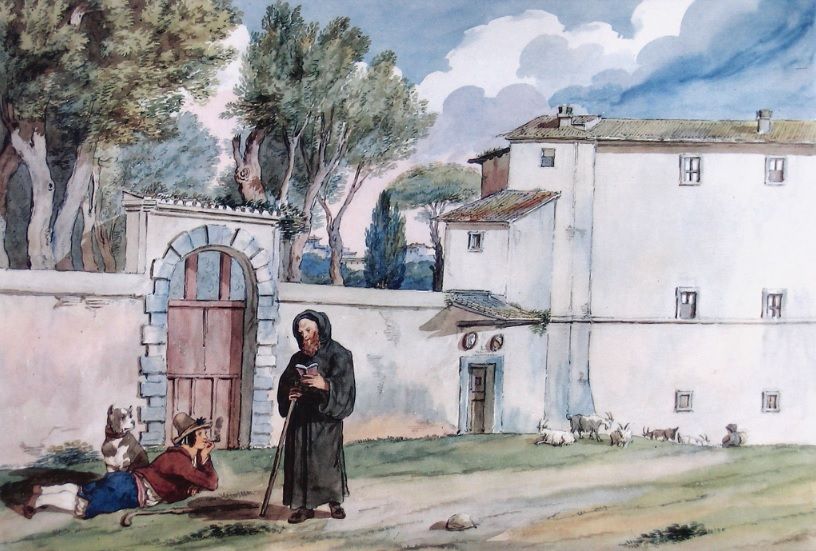
Acquarello di Achille Pinelli (circa 1830). Il portale sulla sinistra serve da entrata per la Casa provinciale delle Piccole sorelle dei poveri, costruita sul terreno del precedente giardino dei maroniti.

In piena comunione con la Chiesa cattolica, i maroniti sono orgogliosi del proprio rito e di non aver mai perso la loro unione con la Santa Sede.
L'ordine monastico maronita della Santa Vergine Maria (Ordine maronita Mariamita) fu fondato nel 1695 da tre giovani di Aleppo, che fondarono il primo monastero nella valle di Qadisha, nel nord del Libano, il Monastero di Qannubin, ancora esistente.
Nel 1707, papa Clemente XI donò il complesso conventuale dei Santi Marcellino e Pietro al Laterano al nuovo ordine, che stata guadagnando nuovi adepti.
Tuttavia, il monastero non progredì e la chiesa cadde in un tale stato di abbandono che fu necessaria una ricostruzione completa. Per questo motivo, nel 1753 i monaci si trasferirono e fondarono il moderno convento, dove risiedono da allora.
I monaci acquistarono una villa privata con un grande giardino e trasformarono una delle stanze in una cappella, senza alcuna pretesa architettonica.
Nel 1770 si verificò uno scisma nell'ordine a causa della questione dell'attività pastorale dei monaci.
Coloro che erano a favore venivano chiamati "aleppini" ("di Aleppo") e coloro che non lo erano, "libanesi".
I primi mantennero il possesso del convento, che oggi è la sede mondiale dell'ordine.
Verso la fine del XIX secolo l'edificio fu completamente ristrutturato, trasformandolo in un palazzo di quattro piani in stile neorinascimentale completamente bianco.
La cappella, che non ha una propria identità architettonica, è privata ed è chiusa al pubblico. Dove un tempo sorgeva il giardino oggi c'è la Casa Provinciale delle Piccole Sorelle dei Poveri, spesso confusa con il convento maronita.